# Kandyty
Kandyty (niem. Canditten, Kanditten) – wieś w Polsce położona w województwie warmińsko-mazurskim, w powiecie bartoszyckim, w gminie Górowo Iławeckie.
Kandyty to niewielka miejscowość, położona 10 km od Górowa Iławeckiego, na przelotowej trasie w kierunku Lelkowa. Nazwa wsi wywodzi się prawdopodobnie od staropruskiego słowa cath, oznaczającego bród na rzece. W pobliżu przepływa rzeka Wałsza. We wsi znajduje się Kompleks Boisk Sportowych Orlik.

## Historia
Wieś wzmiankowana w 1285 r. W spisie strat wojennych z 1414 r. wieś wymieniana pod nazwą Catithen. Szkody wojenne oszacowano na 3000 grzywien. W tym czasie wieś obejmowała 68 włók. Kolejne wojny polsko-krzyżackie ponownie przyczyniły się do spustoszenia Kandyt. Pod koniec XVI w. wieś prawie nie istniała. Opuszczone włóki przejął pod zastaw rycerz zaciężny Pregel. Później wieś przeszła w posiadanie rodu von Waldburg.

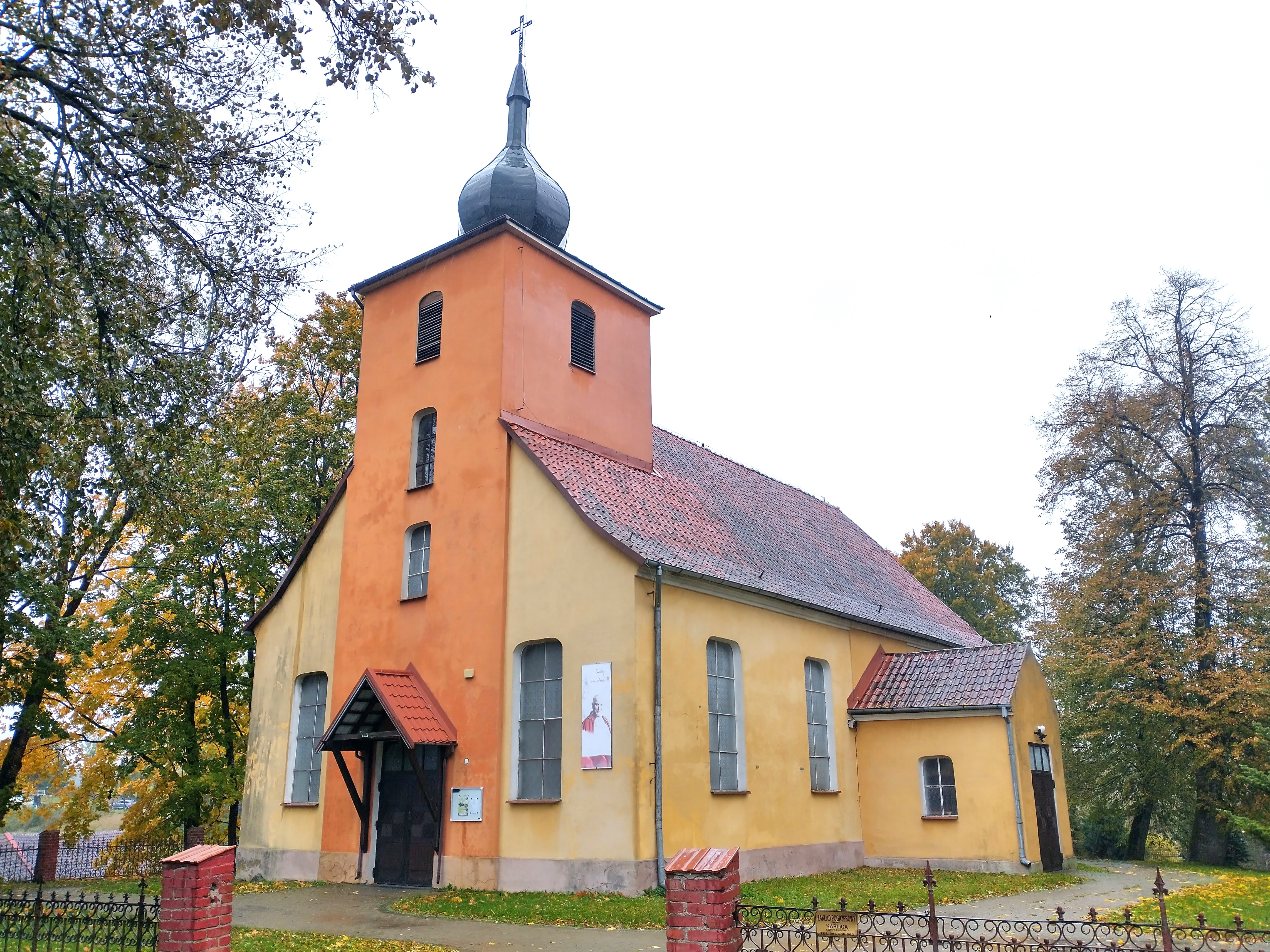
Kościół Narodzenia Najświętszej Maryi Panny

Kościół zbudowano już w średniowieczu, jednak ze względu na zły stan rozebrano go w 1573 roku. Nowy wybudowano w 1575 r. (parafia ewangelicka, patronat nad kościołem sprawowali właściciele dóbr rycerskich w Dzikowie Iławeckim – Truchsessowie zu Wetzhausen a później Schwerinowie). W XVI i XVII kazania wygłaszano po polsku. Szkołę wybudowano razem z kościołem. W 1737 poddano ją nadzorowi państwowemu.
W XIX wieku wieś została wykupiona i uwłaszczona. Ochotnicza Straż Pożarna w Kandytach powstała pod koniec XIX wieku. W 1935 r. w szkole pracowało 3 nauczycieli i uczyło się 125 uczniów. W 1939 r. we wsi mieszkało 928 osób.
W 1945 roku pojawili się nowi osadnicy. Pierwszym wójtem był Stanisław Dasewicz. Pod koniec 1947 roku na nowo założono Ochotniczą Straż Pożarną w Kandytach. 
Ośrodek zdrowia wybudowano w latach 60. XX wieku. W roku 1962 erygowano parafię katolicką (do parafii należy kościół filialny pw. św. Jana Chrzciciela w Bukowcu). W latach 1979–1982 odbudowano zrujnowany kościół a 8 listopada 1982 r. poświęcił go biskup Jan Obłąk.
W 1983 r. we wsi były 93 domy i 535 mieszkańców. W tym czasie we wsi było 127 indywidualnych gospodarstw rolnych, obejmujących łącznie areał 843 ha. W tym czasie we wsi hodowano 509 sztuk bydła (w tym 311 krów mlecznych), 702 sztuki świń, 69 koni i 8 owiec. W tym czasie we wsi była szkoła podstawowa, przedszkole (dzieciniec z 29 dziećmi), boisko sportowe, klub, sala kinowa z 60 miejscami, czytelnia, biblioteka publiczna, urząd pocztowy, ośrodek zdrowia, punk położniczy, punkt apteczny, punkt weterynaryjny, restauracja (44 miejsca), dwa sklepy spożywcze, zakład naprawy sprzętu telewizyjnego, zakład naprawy sprzętu gospodarstwa domowego, zakład ślusarko-kowalski, zakład kowalski, dwa zakłady fryzjerskie, dwa zakłady krawieckie, dwa zakłady remontowo-budowlane, cmentarz.

## Administracja
Do 1954 roku oraz w latach 1973–1976 miejscowość była siedzibą gminy Kandyty. W latach 1954–1972 wieś należała i była siedzibą władz gromady Kandyty. W styczniu 1976 gminę Kandyty połączono z gminą Górowo Iławeckie, a siedzibą gminy zostało Górowo Iławeckie. W latach 1975–1998 miejscowość administracyjnie należała do województwa olsztyńskiego.

## Zabytki
- kościół Narodzenia Najświętszej Maryi Panny, poewangelicki z 1575 r., remontowany w latach 1749–1760, zniszczony w 1945 r. Odbudowany z ruin przez katolików w latach 1979–1982, pw. Najświętszej Marii Panny. Jest to kościół orientowany, murowany z cegły na kamiennej podmurówce, salowy, z wieżą bez cech stylowych od zachodu, wciągniętą w obręb nawy oraz z kruchtą od strony południowej[5][6].
- poniemiecki Cmentarz Zachodni z przełomu XIX i XX w.
- cmentarz parafialny.

## Ludzie związani z Kandytami
- ks. kanonik Jan Pietrzyk z Butryn, który w swej sztuce pt. „Spływające wody. Szept historii o Kandytach” przedstawił początki dziejów Kandyt, sięgających czasów staropruskich. Premiera odbyła się w Zespole Szkół w Kandytach 20 listopada 2011 roku.